# Marisol del Olmo
Marisol del Olmo  (Mexikóváros, Mexikó, 1975. május 9. –) mexikói színésznő.

## Élete és pályafutása
1975. május 9-én született Mexikóvárosban. 
Karrierjét 1996-ban kezdte a Sentimientos ajenos című telenovellában, majd szerepet kapott a Titkok és szerelmek című sorozatban.

## Filmográfia

### Telenovellák
| Év        | Cím                                           | TV stúdió | Szerep                          | Magyar hang                     |
| --------- | --------------------------------------------- | --------- | ------------------------------- | ------------------------------- |
| 2023      | Perdona nuestros pecados                      | Televisa  | Silvia Martínez                 |                                 |
| 2022      | A mostoha                                     | Televisa  | Lucrecia Lombardo               | Roatis Andrea                   |
| 2021      | A sors keze                                   | Televisa  | Ivana Castillo                  | Zakariás Éva                    |
| 2019-2020 | Vészhelyzet Mexikóban                         | Televisa  | Constanza Madariaga             | Solecki Janka                   |
| 2018      | La jefa del campeón                           | Televisa  | Salomé Salas                    |                                 |
| 2017      | Szerelmem, Ramón (Enamorándome de Ramón)      | Televisa  | Juana                           | Horváth Lili                    |
| 2016      | Titkok szállodája (El hotel de los secretos)  | Televisa  | Emma                            |                                 |
| 2015      | Paloma (Amor de barrio)                       | Televisa  | Catalina Lópezreina de Márquez  | Zakariás Éva                    |
| 2013      | De que te quiero, te quiero                   | Televisa  | Irene Cáceres                   |                                 |
| 2012-2013 | ¿Quién eres tú?                               | R.T.I.    | Lucia Sabina                    |                                 |
| 2011-2012 | Esperanza del corazón                         | Televisa  | Lorenza Duprís Dávila de Cabral |                                 |
| 2010      | A csábítás földjén / Riválisok (Soy tu duena) | Televisa  | Gabriela Islas                  | Csampisz Ildikó / Major Melinda |
| 2008-2009 | Mindörökké szerelem (Manana es para siempre)  | Televisa  | Erika Astorga                   | Kerekes Andrea                  |
| 2007-2008 | Pasión                                        | Televisa  | Jimena                          |                                 |
| 2003      | Ladrón de corazones                           | Telemundo | Marcela                         |                                 |
| 2002-2003 | Clase 406                                     | Televisa  | Eugenia Moreti                  |                                 |
| 2001      | Az ősforrás (El Manantial)                    | Televisa  | Mercedes                        |                                 |
| 2000      | Villa Acapulco (La casa en la playa)          | Televisa  | Mireya                          | Náray Erika                     |
| 1998-1999 | Titkok és szerelmek (El privilegio de amar)   | Televisa  | Antonia 'Toña' Fonseca          | Ullmann Zsuzsa                  |
| 1997      | Pueblo chico infierno grande                  | Televisa  | Leocadia                        |                                 |
| 1996-1997 | Sentimientos ajenos                           | Televisa  | Lupita                          |                                 |

### Sorozatok
- El Equipo (2011)...... Natalia
- La rosa de guadalupe (2008) ........ Isabel